# Meril Beilmann
Meril Beilmann (* 12. Juni 1995 in Tallinn) ist eine ehemalige estnische Biathletin, die von 2015 bis 2019 im Weltcup startete.

## Sportliche Laufbahn
Meril Beilmann bestritt ihren ersten internationalen Wettkampf im Alter von gerade 15 Jahren beim IBU-Cup-Sprint von Martell Ende 2010. Zwei Jahre später nahm sie an ihren ersten Jugendweltmeisterschaften und an den Olympischen Jugendspielen teil und klassierte sich im Mittelfeld der Athleten. Bei den Jugendweltmeisterschaften 2013 verpasste sie eine Medaille mit Regina Oja und Tuuli Tomingas im Staffelrennen nur um gut 20 Sekunden. Eine solche gab es dann aber im Folgejahr, mit Tomingas, Johan Talihärm und Rene Zahkna gewann die Estin Bronze bei den Junioreneuropameisterschaften. Im Sprint der Junioren-WM ging es auf Rang sechs, mit der Frauenstaffel fand sich Beilmann bei allen Meisterschaften in den Top 10, aber nicht in den Medaillenrängen wieder. Zu Beginn der Saison 2015/16 gab sie in Östersund ihr Weltcupdebüt und schloss die Single-Mixed-Staffel mit Kalev Ermits auf dem vorletzten Platz ab. Auch an den Weltmeisterschaften in Oslo nahm Beilmann im selben Winter teil, machte in keinem Wettkampf Schießfehler und erzielte als bestes Ergebnis Rang 46 im Einzel. Ihre erfolgreichste Saison bestritt die Estin 2017/18, wo sie im IBU-Cup drei Top-20-Ergebnisse erzielte und am Saisonende in Tjumen als Sprint-40. ihren ersten Weltcuppunkt einfuhr. Im Winter 2018/19 kam sie nur noch in zwei Weltcupstaffeln zum Einsatz und realisierte beim WM-Rennen mit Regina Oja, Tuuli Tomingas und Johanna Talihärm als Zwölfte ihr bestes Staffelergebnis. Ihre letzten Wettkämpfe absolvierte die Estin Mitte Dezember 2019 in Obertilliach.
Aufgrund ihres begonnenen Studiums entschloss sich Meril Beilmann bereits vor Saisonbeginn dazu, ihre Karriere nach dem Winter zu beenden, in der Weihnachtspause gab sie allerdings ihren sofortigen Rücktritt bekannt. Eine Rückkehr in den Leistungssport schloss sie nicht aus, nahm aber bis heute an keinem Wettkampf mehr teil.

## Persönliches
Beilmann studierte nach ihrem Karriereende an der Amsterdam Business School, einem Teil der Universiteit van Amsterdam. Sie arbeitet im CDM Management am Zweigpunkt der Firma Nike im niederländischen Hilversum.

## Statistiken

### Weltcupplatzierungen
Die Tabelle zeigt alle Platzierungen (je nach Austragungsjahr einschließlich Olympische Spiele und Weltmeisterschaften).
- 1.–3. Platz: Anzahl der Podiumsplatzierungen
- Top 10: Anzahl der Platzierungen unter den ersten zehn (einschließlich Podium)
- Punkteränge: Anzahl der Platzierungen innerhalb der Punkteränge (einschließlich Podium und Top 10)
- Starts: Anzahl gelaufener Rennen in der jeweiligen Disziplin
- Staffel: inklusive Mixed- und Single-Mixed-Staffeln

| Platzierung | Einzel | Sprint | Verfolgung | Massenstart | Staffel | Gesamt |
| ----------- | ------ | ------ | ---------- | ----------- | ------- | ------ |
| 1. Platz    |        |        |            |             |         |        |
| 2. Platz    |        |        |            |             |         |        |
| 3. Platz    |        |        |            |             |         |        |
| Top 10      |        |        |            |             |         |        |
| Punkteränge |        | 1      |            |             | 9       | 10     |
| Starts      | 2      | 9      | 1          |             | 9       | 21     |

### Weltcupwertungen
Ergebnisse bei Weltcups (Disziplinen- und Gesamtweltcup) gemäß Punktesystem.
| Saison  | Einzel | Einzel | Sprint | Sprint | Verfolgung | Verfolgung | Massenstart | Massenstart | Gesamt | Gesamt |
| Saison  | Platz  | Punkte | Platz  | Punkte | Platz      | Punkte     | Platz       | Punkte      | Platz  | Punkte |
| ------- | ------ | ------ | ------ | ------ | ---------- | ---------- | ----------- | ----------- | ------ | ------ |
| 2017/18 | –      | –      | 90.    | 1      | –          | –          | –           | –           | 98.    | 1      |

### Biathlon-Weltmeisterschaften
Ergebnisse bei den Weltmeisterschaften:
| Weltmeisterschaften | Weltmeisterschaften | Einzelwettbewerbe | Einzelwettbewerbe | Einzelwettbewerbe | Einzelwettbewerbe | Staffelwettbewerbe | Staffelwettbewerbe | Staffelwettbewerbe |
| Jahr                | Ort                 | Einzel            | Sprint            | Verfolgung        | Massenstart       | Damenstaffel       | Mixedstaffel       | S.-M.-Staffel      |
| ------------------- | ------------------- | ----------------- | ----------------- | ----------------- | ----------------- | ------------------ | ------------------ | ------------------ |
| 2016                | Oslo                | 46.               | 62.               | –                 | –                 | –                  | 21.                | nicht ausgetragen  |
| 2017                | Hochfilzen          | –                 | –                 | –                 | –                 | 19.                | –                  | nicht ausgetragen  |
| 2019                | Östersund           | –                 | –                 | –                 | –                 | –                  | 12.                | –                  |

### Jugend-/Juniorenweltmeisterschaften
Beilmann nahm bis 2014 an den Jugend-, ab 2015 an den Juniorenwettkämpfen teil.
| Weltmeisterschaften | Weltmeisterschaften | Einzelwettbewerbe | Einzelwettbewerbe | Einzelwettbewerbe | Damenstaffel |
| Jahr                | Ort                 | Einzel            | Sprint            | Verfolgung        | Damenstaffel |
| ------------------- | ------------------- | ----------------- | ----------------- | ----------------- | ------------ |
| 2012                | Kontiolahti         | –                 | 28.               | 31.               | 11.          |
| 2013                | Obertilliach        | 45.               | 30.               | 33.               | 4.           |
| 2014                | Presque Isle        | 14.               | 6.                | 22.               | 4.           |
| 2015                | Minsk               | 36.               | 31.               | 32.               | 11.          |
| 2016                | Cheile Grădiștei    | 29.               | 32.               | 23.               | 9.           |